# Seventh Wonder
Seventh Wonder est un groupe de metal progressif suédois, originaire de Stockholm. Formé en 2000, le groupe travaille pendant douze ans au label Lion Music, puis avec Frontiers Records depuis 2016.

## Biographie

### Débuts (2000–2004)
Seventh Wonder est formé en 2000 par le bassiste du groupe Andreas Blomqvist, le guitariste Johan Liefvendahl, et le batteur Johnny Sandin, après que leurs groupes respectifs se sont dissous. Leur style se dirige vers le metal progressif alors que le groupe est rejoint par Andreas « Kyrt » Söderin, le pianiste actuel, fin 2000. Leur nouveau style s'est consolidé avec le temps.
Deux démos sont enregistrées, la première en 2001 (Seventh Wonder) et la seconde en 2003 (Temple in the Storm) ; les deux font bonne impression auprès de la critique.

### DeBecomeàMercy Falls(2005–2009)

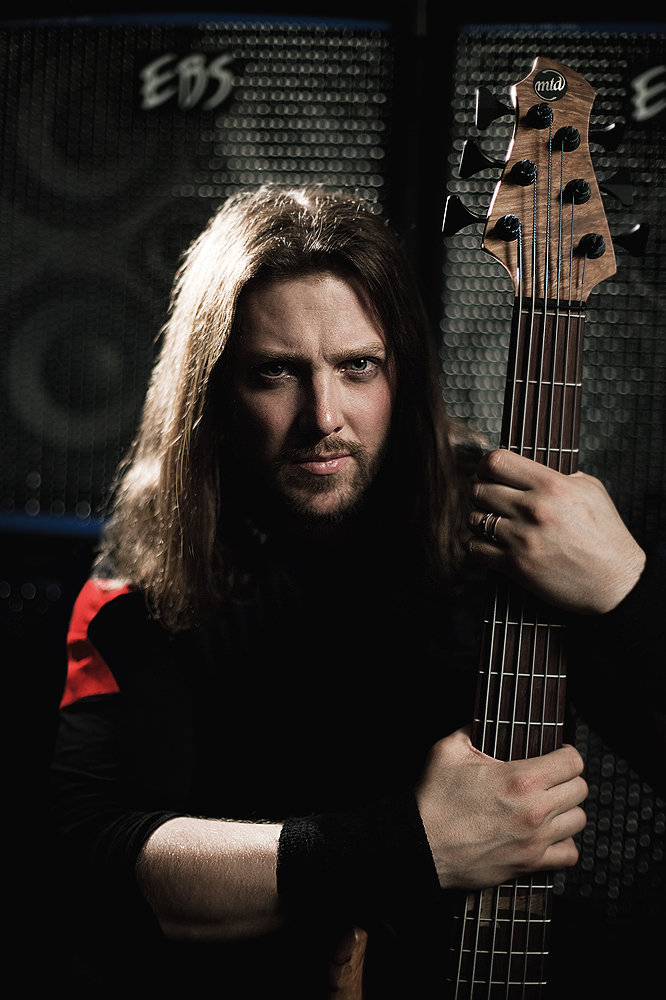
Andreas Blomqvist de Seventh Wonder.

De nombreux chanteurs défilent dans Seventh Wonder au cours du temps, avec, entre autres, le chanteur Ola Halén du groupe de power metal Insania Stockholm. Le chanteur qui est resté le plus de temps avec Seventh Wonder est Andi Kravljaca (qui a aussi fait partie de groupe tels que Heave, Elsesphere, et maintenant Silent Call), et c'était le chanteur du groupe alors que Seventh Wonder enregistrait son premier album Become (sorti en 2005), après avoir signé un contrat avec le producteur finlandais Lion Music. Become fait très bonne impression à sa sortie. Cependant, le groupe et Andi ont décidé de se séparer peu après l'enregistrement de ce premier album, et le groupe commence alors la recherche d'un nouveau chanteur. Tommy Karevik, le chanteur actuel, rejoint le groupe en 2005, juste avant la sortie de Become. 
L'album suivant, Waiting in the Wings, est enregistré en 2006, et mixé et masterisé par Tommy Hansen. Waiting in the Wings est mieux accueilli que Become, étant classé par de nombreuses critiques avec un classement de 10/10 selon les critiques de Progressor.net, le 10 novembre 2006, de TreeHouse of Death, le 14 février 2007, de Prognaut, le 10 janvier 2007. L'album est aussi classé dans Living for Metal, le 18 octobre 2006, ce qui n'est pas commun pour un groupe aussi jeune dans le monde musical.
2007 est une année d'écriture de texte pour leurs albums futurs et une année de concerts live. Au cours de 2007, Seventh Wonder a joué en Suède, au Danemark, en Norvège, en Angleterre ainsi qu'aux Pays-Bas avec d'autres groupes tels que Jorn Lande, Pagan's Mind, Queensrÿche, Testament, Sun Caged et Redemption. En août 2007, le groupe travaille aussi à l'occasion avec Intromental Management, sans pour autant abandonner Lion Music. Seventh Wonder publie son album suivant, Mercy Falls, le 12 septembre 2008. L'album raconte l'histoire d'un homme qui est dans le coma à la suite d'un accident de voiture. Il rêve d'un endroit appelé Mercy Falls, alors que sa famille essaye en vain de le réveiller.

### The Great Escape(depuis 2010)
En décembre 2009, les membres du groupe commencent à composer The Great Escape. Ils l'enregistrent en studio en avril 2010, et tiennent les fans informés des dernières nouvelles via le forum officiel et la chaîne YouTube du groupe. Le batteur, Johnny Sandin, quitte le groupe le 14 août 2010 pour des raisons personnelles. Le groupe recherche alors officiellement un nouveau batteur. 
L'album The Great Escape est publié le 3 décembre 2010, et est, lui aussi, très bien reçu par les fans et les critiques. Le 25 avril 2011, Seventh Wonder annonce officiellement que Stefan Norgren remplace Johnny Sandin au poste de batteur. En juin 2012, Tommy Karevik devient le nouveau chanteur de Kamelot, mais sans intention de quitter Seventh Wonder. Le 7 septembre 2013, le groupe annonce un DVD live du ProgPower USA Festival.
En 2016, le groupe signe au label italien Frontiers Records pour la sortie d'un CD/DVD intitulé Welcome to Atlanta Live 2014 le 23 septembre 2016, et pour un nouvel album prévu pour 2018.
Huit ans s'écoulent ensuite avant la sortie de l'album Tiara en 2018. Nouvel album concept, le cinquième opus des suédois nous propose un space-opera qui se veut la suite directe du titre éponyme de l’album précédent The Great Escape. L'album est très bien accueilli par la critique, les compos sont magnifiques et la voix puissante et mélodieuse de Tommy Karevik les met en valeur.
En 2022, leur sixième album paraît sous le nom The Testament. Le 12 juin 2023, Tommy Karevik informe sur les réseaux sociaux de sa décision de quitter le groupe.

## Style musical
Le style de Seventh Wonder combine des passages instrumentaux au tempo rapide et centrés sur la guitare avec des envolées vocales et mélodiques. Ils sont reconnus pour la grande virtuosité (technique) du bassiste Andreas Blomqvist ainsi que du guitariste Johan Liefvendahl.

## Membres

### Membres actuels
- Andreas Blomqvist - basse
- Johan Liefvendahl - guitare
- Andreas « Kyrt » Söderin - piano
- Stefan Norgren - batterie

### Anciens membres
- Johnny Sandin - batterie (2000–2010)[11]
- Andi Kravljaca - chant (2002–2005)[12]
- Ola Halén - chant (2001–2002)[13],[14])
- Tommy Karevik - chant (2005–2023)

## Discographie

### Albums studio
- 2005 : Become (en)
- 2006 : Waiting in the Wings (en)
- 2008 : Mercy Falls (en)
- 2010 : The Great Escape (en)
- 2018 : Tiara
- 2022 : The Testament

### Démos
- 2001 : Seventh Wonder
- 2003 : Temple in the Storm